# V avguste 44-go...
V avguste 44-go... (russisk: В августе 44-го…) er en russisk-hviderussisk spillefilm fra 2001 af Mikhail Ptasjuk.

## Medvirkende
- Jevgenij Mironov som Pavel Alekhin
- Vladislav Galkin som Jevgenij Tamantsev
- Jurij Kolokolnikov som Blinov
- Aleksej Petrenko som Jegorov
- Aleksandr Feklistov som Poljakov